# Ермаков, Александр Владимирович
Александр Владимирович Ермаков (род. 14 января 1996 года) — российский гандболист, выступает за подмосковный клуб «Чеховские медведи». Игрок сборной России.

## Карьера

### Клубная
Александр Ермаков родился в Астрахани. Увлекался различными видами спорта, в гандбол пришёл в возрасте 15 лет. Воспитанник астраханского СШОР имени Гладченко. Первым его тренером был Алексей Владимирович Кайнаров. Мастер спорта. 
С 2015 года выступал за гандбольный клуб «Динамо-Астрахань». Сначала выступал за вторую команду, а к 2017 году стал основным игроком клуба. 
В 2020 году получил приглашение от гандбольного клуба из Чехова. Перешёл в межсезонье и в сезоне 2020/2021 стал играть линейным за «Чеховские медведи». Был признан лучшим игроком команды по итогам сезона-2022/23. Также в сезоне 2022/23 была признан лучшим линейным группового этапа, стадии плей-офф и Финала четырёх SEHA League. В сезоне 2023/24 был признан лучшим игроком второго тура группового этапа SEHA League после того как забросил рекордные для себя 12 мячей в матче против «Аиста Китая».

### Международная карьера
Александр Ермаков был приглашён в состав сборной России и был заявлен на чемпионате Европы 2020 года. Участник чемпионата мира 2021 года, который проходил в Египте.

### Достижения
- Чемпион России среди мужских команд дублирующего состава.
- Серебряный призёр чемпионата России среди мужских команд дублирующего состава.
- Обладатель Суперкубка России 2020 года.

### Личная жизнь
Увлекается охотой и рыбалкой. Женат, воспитывает дочку. 